# Bateman’s
Bateman’s es una casa situada en la localidad inglesa de Burwash en Sussex Oriental conocida por haber sido el lugar de residencia de Rudyard Kipling desde el año 1902 hasta su muerte en 1936.

## Características

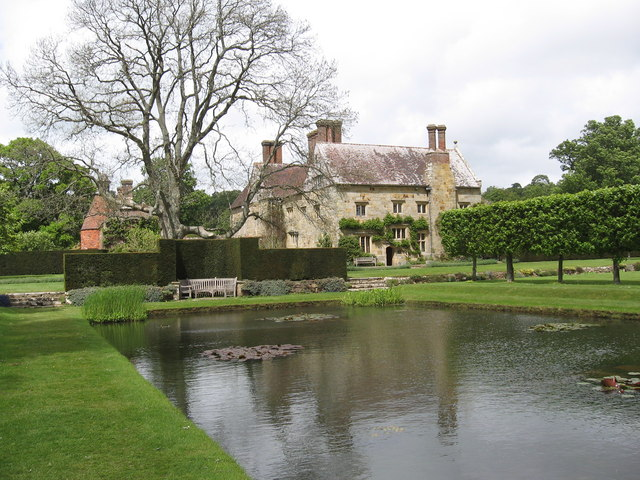
Estanque rectangular de Bateman’s que fue diseñado por Kipling.

Es una casa de estilo jacobino construida en sillería de piedra arenisca obtenida en una cantera cercana. A la construcción original de 1634 se le fueron añadiendo algunas ampliaciones hasta alcanzar su forma actual antes de 1875. Tras su adquisición por Rudyard Kipling, un primo suyo, arquitecto, realizó algunas mejoras en el inmueble.
Los jardines situados junto a la vivienda son de una notable belleza. Contienen elementos como un estanque rectangular y un área de rosales que fueron diseñados personalmente por el escritor. También tiene una fuente que tuvo que ser repuesta en 1990 para sustituir a la original que había sido robada.
Destacan sus ventanas y los tres porches acristalados de la parte inferior. Las habitaciones se conservan  prácticamente tal y como eran cuando la habitó el escritor incluyendo un buen número de elementos orientales reflejo de su vida en esa región. (Kipling vivió en la India hasta los 24 años).

## Historia
La casa fue construida en 1634 por William Langham (1589-1651) quien llegó a Burwash sobre el 1625 y creó una importante propiedad tras adquirir varias granjas y explotaciones agrícolas. Originalmente era conocida con la denominación de Lane Bridge. La primera mención con el nombre actual que se ha encontrado data de 1790 cuando en documentos municipales se le menciona como Bateman’s.
La finca con la casa pasó por herencia a la sobrina de William, Alice Langham en 1651 quien vendió el terreno de cultivo a otros propietarios en 1664 y posteriormente, en 1685, la casa en sí a John Butler. Este era un comerciante local de madera que había hecho fortuna lo que le permitió adquirir varias propiedades en la zona. Tras su muerte, la casa pasó a ser propiedad de su hijo Thomas Butler en 1722 y de su hija Elizabeth Butler en 1747 quien la vendió en 1760 a Richard Johnson.
Richard Johnson era un tendero y 13 años después traspasó por 950 Libras la finca a otro colega llamado John Freeland. En ese momento era descrita como «casa y 80 acres de tierra».
El nuevo titular la transmitió al poco —en 1787— a Robert Pattenden, un agricultor que vivió en la casa hasta su muerte en 1821 tras lo que se vendió al londinense Richard Smith quien mantuvo al hijo de Robert como arrendatario en la explotación.
En las décadas sucesivas la finca pasó por bastantes propietarios: el reverendo Joseph Gould; Tomas Miller Whitehead; Albert Jarvis; John Alexander Macmeikan y Alexander Carron Scrimgeourg. Finalmente, en 1902, Rudyard Kipling —quien vivía entonces a 48 km en Rottingdean— adquirió la propiedad al citado último titular por 9300 Libras.
El escritor compró adicionalmente más tierra alrededor hasta formar una finca de 120 ha. Vivió allí hasta su fallecimiento en 1936 y la viuda legó a su muerte —en 1939— la propiedad a la National Trust que por su parte amplió y mejoró los jardines anexos a la vivienda.

## Uso actual

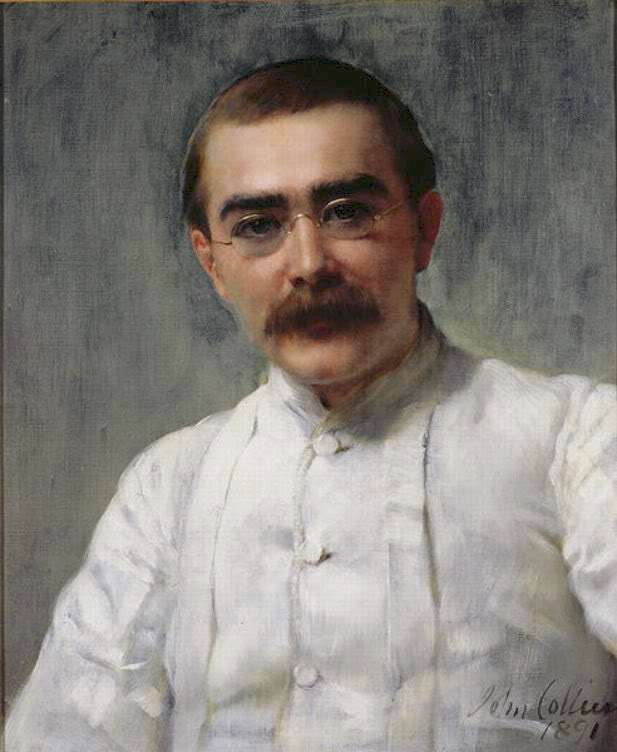
Retrato del escritor que puede ser contemplado dentro de la casa.

La casa y sus jardines están acondicionados actualmente para su visita por el público en general (previo pago de una entrada). En el interior se pueden contemplar sus muebles de los siglos XVII y XVIII. También se encuentra una amplia muestra de objetos personales del escritor incluyendo retratos y cuadros realizados por varios pintores así como su premio Nobel. Destaca su estudio personal con la mesa donde escribió un buen número de sus obras.
En épocas especiales como la Navidad, se organizan en la casa y jardines actividades tales como lecturas de textos de Kipling o escursiones.